# Román Kachánov
Román Ábelevich Kachánov (ruso: Роман Абелевич Качанов), o, simplemente, Román Kachánov (Smolensk, Unión Soviética, 25 de febrero de 1921 - Moscú, Rusia,  4 de julio de 1993). Director de cine, guionista, dibujante, animador, padre del director de cine Román Kachánov (hijo).
Las películas de animación de Román Kachánov "Mittens", "El Misterio del tercer Planeta" y "Cheburashka" se han convertido en clásicos del cine ruso y mundial del siglo XX.

## Filmografía
- Mittens, (Варежка, 1967).
- Cheburashka (Чебурашка, 1971).
- El misterio del tercer planeta (Тайна третьей планеты, 1982), con guion de Kir Bulychov
- Mamá, (1972).
- A cloud in love, (1959).